# Stary Klukom

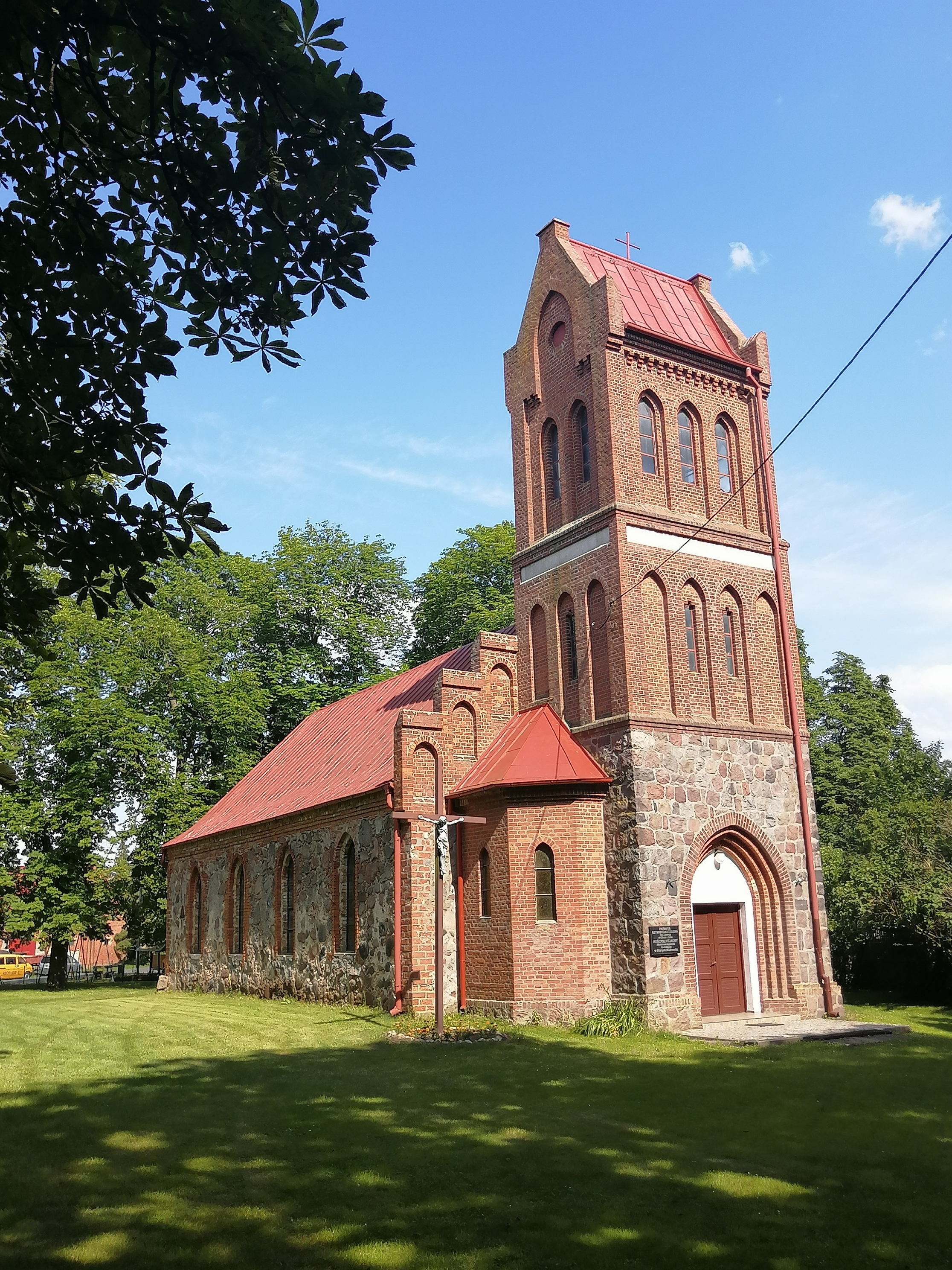
Zabytkowy kościół z XV w. pod wezwaniem Wniebowstąpienia Pańskiego

Stary Klukom (niem. Alt Klücken) – wieś sołecka w Polsce położona w województwie zachodniopomorskim, w powiecie choszczeńskim, w gminie Choszczno. W latach 1975–1998 miejscowość administracyjnie należała do województwa gorzowskiego. W roku 2007 wieś liczyła 311 mieszkańców.
Kolonie wchodzące w skład sołectwa: Kleszczewo, Sulechówek.

## Geografia
Wieś leży ok. 5 km na południe od Choszczna, ok. 1,5 km na zachód od jeziora Raduń, przy linii kolejowej nr 351.

## Toponimika nazwy
Nazwa miejscowości pochodzi od słowiańskiego słowa kluka co oznacza motyka, fragment gałęzi lub korzenia. Kiedy na pocz. XIV wieku powstała druga wieś Klukom, starszą osadę odtąd nazywano antiqua Klucken czyli Stary Klukom.

## Historia
Wieś o metryce średniowiecznej, którą założono w sąsiedztwie dóbr zakonu joannitów i cystersów. Około 1269 r. wieś przejęta przez margrabiów brandenburskich.

## Zabytki
Do wojewódzkiego rejestru zabytków wpisane są:
- kościół pod wezwaniem Wniebowstąpienia Pańskiego, gotycki z drugiej połowy XV wieku, przebudowany w drugiej połowie XIX wieku oraz w latach 1975–1976. Kościół filialny, rzymskokatolicki należący do parafii pod wezwaniem św. Jadwigi Królowej Polski w Choszcznie, dekanatu Choszczno, archidiecezji szczecińsko-kamieńskiej, metropolii szczecińsko-kamieńskiej
  - dawny cmentarz przykościelny z XIV-XIX wieku
- park dworski z pierwszej połowy XIX wieku, tworzą dęby, buki, świerki. Występują także dąb czerwony, głóg, modrzew, daglezja, kasztanowce czerwone, jesiony.

W Starym Klukomiu znajduje się ośrodek jazdy konnej.

## Komunikacja
We wsi znajduje się stacja kolejowa.